# Vånga socken, Skåne
Vånga socken i Skåne ingick i Villands härad, ingår sedan 1974 i Kristianstads kommun och motsvarar från 2016 Vånga distrikt.
Socknens areal är 111,23 kvadratkilometer varav 92,54 land.  År 2000 fanns här 830 invånare.  Kyrkbyn Vånga med sockenkyrkan Vånga kyrka ligger i socknen.

## Administrativ historik
Socknen har medeltida ursprung. 
Vid kommunreformen 1862 övergick socknens ansvar för de kyrkliga frågorna till Vånga församling och för de borgerliga frågorna bildades Vånga landskommun. Landskommunen uppgick 1952 i Oppmanna och Vånga landskommun som uppgick 1974 i Kristianstads kommun. Församlingen uppgick 2017 i Oppmanna-Vånga församling.
1 januari 2016 inrättades distriktet Vånga, med samma omfattning som församlingen hade 1999/2000.  
Socknen har tillhört län, fögderier, tingslag och domsagor enligt vad som beskrivs i artikeln Villands härad. De indelta soldaterna tillhörde Norra skånska infanteriregementet, Livkompaniet och Skånska dragonregementet, Christianstads skvadron, Östra Göinge kompani.

## Geografi
Vånga socken ligger nordost om Kristianstad med Immeln i nordväst och Ivösjön i söder. Socknen är en starkt kuperad skogsbygd med en odlingsbygd i söder kring kyrkbyn och med höjder som når 171 meter över havet.

## Fornlämningar
Från stenåldern finns 25 boplatser och två hällkistor. Dessutom finns resta stenar från järnåldern och sliprännestenar.

## Namnet
Namnet skrevs 1364 Wangh och kommer från kyrkbyn. Namnet innehåller vång, 'sammanhängande stycke av odlad jord eller äng på en gårds eller bys inägor'.